# Wiener Werkstätte
La Wiener Werkstätte (tradotto letteralmente "officina" o "laboratorio viennese") fu un'innovativa comunità di produzione viennese, legata al mondo del design, fondata nel 1903 dall'architetto Josef Hoffmann, dal banchiere Fritz Wärndorfer e dal pittore Koloman Moser.
Raccolse gli esiti della Secessione viennese, dei movimenti Arts and Crafts, Liberty inglese, Art Nouveau, Jugendstil.

## Storia
La Wiener Werkstätte viene fondata nel 1903, in Austria da Josef Hoffmann, Koloman Moser e un banchiere finanziere collezionista d'arte di nome Fritz Waerndorfer.
Questa raccoglie le arti dei movimenti precedenti.
Rielabora un nuovo classicismo, portando alla nascita il protorazionalismo. Si associa l'artigiano all'economia, ispirandosi all'Arts and Crafts inglese. Hoffmann e Moser nel 1905 ne fondano il programma:
- Stretto rapporto con il pubblico, il progettista e l'artigiano
- Produrre oggetti di uso domestico, semplici e di qualità
- La concezione primaria è la funzionalità
- Eccellente qualità della lavorazione
- Quando sarà il caso aggiungere ornamenti
- La produzione di questa ditta era volta verso tessuti, ceramiche, gioielli, mobili, cartoline postali
- Non bisogna puntare alla produzione a basso prezzo poiché questa va a scapito dei lavoratori e dell'esistenza degna dell'uomo

Era formata da 100 operai, pochissimi di loro erano artigiani di mestiere. Entrarono a far parte di questa nuova visione produttiva i maggiori artisti di Vienna, e gli alunni cui Moser e Hoffman insegnavano nella loro scuola. L'obiettivo era di avere più esperienze possibili di artisti ed oggetti, legati a un unico stile.
Hoffmann con le sue opere riusciva a produrre con le stesse forme due oggetti completamente diversi. Uno dei progetti più importanti fuori dell'Austria è il Palazzo Stoclet a Bruxelles di Josef Hoffmann.
La Wiener Werkstätte è perfettamente attrezzata di tutto ciò che serve all'impresa, la macchina non domina ma aiuta l'uomo: non è lei a dominare la fisionomia dei prodotti ma lo spirito creativo spetta alle mani dell'artista.
Si utilizzano le energie e la creatività dei giovani, formati nella scuola dei due maestri fondatori.
Il maggior talento di Koloman Moser era la grafica: i cartelloni pubblicitari e il marchio di fabbrica rispondevano benissimo alla finalità commerciale che aveva la ditta.
La Wiener Werkstätte partecipò a quasi tutte le Expo che si tennero, dall'anno della sua fondazione fino al suo fallimento.
Iniziarono ad aprirsi le prime filiali e punti vendita in tutto il mondo: finirà per influenzare lo Styling americano.
Moser insisteva a lavorare solo su progetti commissionati, come un libero professionista.
Seguirono inoltre la linea delle Mostre: i prodotti realizzati dalla Wiener Werkstätte venivano esposti nei negozi, sui cataloghi, nelle Expo, per aumentare i compratori.
Anni dopo Moser si dimise poiché per lui l'attività non era più quella di una volta, dipendeva troppo dal gusto dei committenti nonostante loro non avessero idea del prodotto che volevano.
Lui non capiva che la sua politica di lavoro artigianale non sarebbe mai arrivata a un largo pubblico, poiché il lavoro manuale era troppo costoso e non tutti potevano permetterselo.
Il successo della Wiener Werkstätte fu essenzialmente dovuto alla borghesia, che gradì molto i prodotti di lusso che la ditta produceva. Il design della ditta era famoso poiché essenziale e semplice, nonostante fosse di gran pregio.

## Museum für Angewandte Kunst (MAK) Vienna
Il Museum für angewandte Kunst (MAK) Vienna espone una delle più grandi collezioni di opere della Wiener Werkstätte in tutto il mondo e la biblioteca del MAK gestisce inoltre un vasto archivio dell'associazione artigianale.